# Солдатская улица (Казань)
Солдатская улица (тат. Солдат урамы, Sоldat uramı) — улица в Московском районе Казани, в историческом районе Козья слобода. 

## География
Начинаясь от улицы Декабристов, заканчивается пересечением с улицей Бондаренко.

## История
Улица возникла не позднее последней четверти XIX века как 2-я Поперечно-Козья улица. По сведениям на 1912 год, на улице находилось 4 домовладения, все деревянные. В сословном отношении 2 домовладельца были чиновниками, 1 — крестьянином, сословная принадлежность одного домовладельца не указана. В 1914 году постановлением Казанской городской думы была переименована в Северную улицу, однако фактически это название не использовалось.
Протоколом комиссии Казгорсовета по наименованию улиц б/н от 2 ноября 1927 года, утверждённому 15 декабря того же года, переименована в Поперечно-Октябрьскую улицу. 8 января 1958 году она была переименована в улицу Поперечно-Декабристов, а 14 января 1961 года улице было присвоено современное имя. К тому времени протяжённость улицы составляла 0,5 км; начинаясь от улицы Декабристов, она пересекала улицы Средняя, Степная, Лермонтова, Кемеровская и Нижняя Торфяная.
Застройка улицы многоэтажными домами и объектами социально-культурного назначения началась в 1970-е годы и закончилась в конце 2010-х годов, когда были снесены дома в конце улицы — на их месте был проложен участок улицы Бондаренко и построена школа.
В дореволюционное время и в первые годы советской власти административно относилась к 6-й городской части. После введения в городе деления на административные районы входила в состав Заречного (с 1931 года Пролетарского), Ленинского (1935–1994), Московского и Ново-Савиновского (1994–2019) и Московского (с 2019) районов.

## Объекты
- № 1 — здание выставочного центра Казанского филиала НИАТ. Ныне занято главным офисом «Банка Казани».[23]
- № 3 — жилой дом Казанского филиала НИАТ.[24]

## Транспорт
Общественный транспорт по улице не ходит; ближайшая остановка общественного транспорта — «Энергетический университет» (автобус, троллейбус) на улице Декабристов. Ближайшая станция метро — «Козья слобода».

## Известные жители
В разное время на улице проживали народный художник ТАССР Махмут Усманов и писатель Юрий Белостоцкий (оба — в доме № 3).